# François-Marie-Benjamin Richard

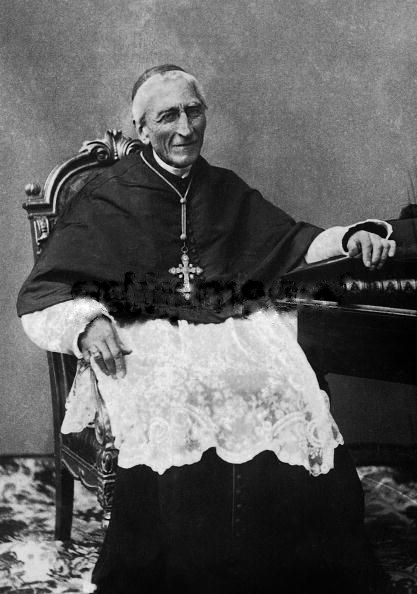
Kardinaal François-Marie-Benjamin Richard.

Wapen

François-Marie-Benjamin Richard de la Vergne (Nantes, 1 maart 1819 - Parijs, 28 januari 1908) was een Franse kardinaal en van 1871 tot 1875 bisschop van Belley en van 1886 tot aan zijn dood aartsbisschop van Parijs.

## Levensloop
François-Marie-Benjamin Richard werd geboren als de oudste zoon in een gezin met elf kinderen. Zijn familie was van lage adel en zijn vader een welvarende arts. Hij studeerde vanaf oktober 1841 theologie aan het Seminarie van Saint-Sulpice in Parijs en werd op 21 december 1844 door de aartsbisschop van Parijs Denys Affre tot priester gewijd. Van 1845 tot 1846 was hij parochiepriester, alvorens hij voor verdere studies naar Rome werd gestuurd. Nadat zijn studies in 1849 waren voltooid, werd hij in 1850 secretaris en vicaris-generaal van de bisschop van Nantes Antoine Jacquemet, hetgeen hij zou blijven tot de dood van Jacquemet in 1869.
Op 22 december 1871 werd Richard door paus Pius IX benoemd tot bisschop van Belley, waarna hij op 11 februari 1872 in Parijs de bisschopswijding ontving. Als bisschop van Belley leidde hij het proces tot zaligverklaring van priester Jean-Marie Vianney in. In 1875 verruilde hij de functie van bisschop van Belley voor die van coadjutor van het aartsbisdom Parijs en in juli 1886 volgde hij de overleden Joseph-Hippolyte Guibert op als aartsbisschop van Parijs. In 1889 verleende paus Leo XIII hem de titel van kardinaal. Daarnaast was hij van 1875 tot 1889 titulair aartsbisschop van Larisa. In zijn hoedanigheid van kardinaal nam hij deel aan het Conclaaf van 1903, waarbij Pius X werd verkozen tot paus.
De ambtstermijn van Richard als aartsbisschop werd op politiek vlak gedomineerd door de strijd tussen aanhangers en tegenstanders van de Derde Franse Republiek. Persoonlijk was hij voorstander van de monarchie, maar hij respecteerde de encycliek Au Milieu Des Sollicitudes die paus Leo XIII in 1892 had uitgevaardigd, waarin die de Franse bisschoppen opriep om zich buiten de politiek te houden. Alle pogingen om de religieus gemotiveerde reactionairen en laïcisten te verzoenen mislukten en Richard moest, ondanks zijn protest, meemaken hoe in 1903 alle congregaties in Frankrijk werden en in 1905 de scheiding van kerk en staat werd ingevoerd. In 1906 moest hij zelfs het Bisschoppelijk Paleis van Parijs verlaten. Op theologisch gebied werd Richard dan weer geconfronteerd met de modernistische strijd om de historisch-kritische exegese in de Bijbelanalyse en de consequenties daarvan op de kerkelijke leer.
François-Marie-Benjamin Richard overleed in januari 1908 op 89-jarige leeftijd aan een longaandoening. Hij werd opgebaard en bijgezet in de Notre-Dame van Parijs, alvorens zijn stoffelijke resten in 1925 naar de Basilique du Sacré-Cœur in Montmartre werden overgebracht. Tijdens zijn ambtstermijn als aartsbisschop had hij zich namelijk met energie ingezet voor het vervolledigen van deze basiliek.
- Bibliothèque nationale de France: cb12459239x (data)
- Gemeinsame Normdatei: 132201070
- International Standard Name Identifier: 0000 0000 6142 0405
- Nederlandse Thesaurus van Auteursnamen: 166505153
- Istituto Centrale per il Catalogo Unico: TO0V493707
- SNAC: w69q9d98
- Système universitaire de documentation: 033757712
- Virtual International Authority File: 39475033
- WorldCat: E39PBJgxmDdgx8GrYHhFQ7TT73